# Graham Phillips
Graham David Phillips (Norwalk, 14 aprile 1993) è un attore statunitense.

## Carriera
Apprezzato da pubblico e critica già in giovane età (come dimostrano le 2 nomination agli Young Artist Awards ricevute dall'attore nel 2008, a soli 15 anni), Phillips è stato protagonista, nel 2007, di Ben 10: Corsa contro il tempo (ruolo per il quale ha avuto una delle nomination), interpretando il personaggio di Ben Tennyson, ispirato all'omonima serie di cartoni animati, Ben 10.
Nello stesso anno Phillips ha preso parte anche al film Un'impresa da Dio (che gli ha fruttato un'altra nomination). Nel 2007 ricopre il ruolo da protagonista nel musical di Broadway 13.

## Riconoscimenti
- Nomination agli Young Artist Awards 2008: Miglior attore giovane non protagonista in un film commedia o musicale per Un'impresa da Dio

## Filmografia

### Attore

#### Cinema
- Un amore sotto l'albero (Noel), regia di Chazz Palminteri (2004)
- The Ten Commandments: The Musical, regia di Robert Iscove (2006)
- Un'impresa da Dio (Evan Almighty), regia di Tom Shadyac (2007)
- Stolen - Rapiti (Stolen), regia di Anders Anderson (2009)
- Goats, regia di Christopher Neil (2012)
- Estate a Staten Island (Staten Island Summer), regia di Rhys Thomas (2015)
- XOXO, regia di Christopher Louie (2016)
- Giù le mani dalle nostre figlie (Blockers), regia di Kay Cannon (2018)
- Yes Day, regia di Miguel Arteta (2021)

#### Televisione
- Una famiglia nel West - Un nuovo inizio, regia di Michael Landon Jr. - film TV (2005)
- Crossing Jordan - serie TV, episodio 5x20 (2006)
- Ben 10: Corsa contro il tempo (Ben 10: Race Against Time), regia di Alex Winter - film TV (2007)
- White Collar - serie TV, episodio 3x12 (2012)
- The Good Wife - serie TV, 44 episodi (2009-2016)
- Riverdale - serie TV, 6 episodi (2017-2023)
- Atypical - serie TV, 5 episodi (2018-2019)
- The Little Mermaid Live! – concerto live, speciale TV (2019)

### Doppiatore
- Marvel's Spider-Man 2 – videogioco (2023)

## Teatro (parziale)
- A Christmas Carol, libretto di Mike Ockrent e Lynn Ahrens e musiche di Alan Menken. Madison Square Garden di New York (2003)
- Pippin, libretto di Roger O. Hirson e Bob Fosse, colonna sonora di Stephen Schwartz. Los Angeles Reprise! di Los Angeles (2005)
- 13, libretto di Dan Elish e Robert Horn, colonna sonora di Jason Robert Brown. Bernard B. Jacobs Theatre di Broadway (2008)
- Chi ha paura di Virginia Woolf? di Edward Albee. Geffen Playhouse di Los Angeles (2022)
- Sunday in the Park with George, libretto di James Lapine, colonna sonora di Stephen Sondheim. Pasadena Playhouse di Pasdena (2023)

## Doppiatori italiani
Nelle versioni in italiano delle opere in cui ha recitato, Tony Todd è stato doppiato da:
- Manuel Meli in The Good Wife, XOXO
- Gabriele Patriarca in Ben 10: Corsa contro il tempo
- Alessio Puccio in White Collar
- Alessandro Campaiola in Riverdale
- Gabriele Vender in Atypical

Da doppiatore è stato sostituito da:
- Ruggero Andreozzi in Marvel's Spider-Man 2